# 年数帳
年数帳（ねんすうちょう）は笠間藩主牧野家家臣の系譜集である。

## 概要
関宿藩主、三河吉田藩主、延岡藩主を経て笠間藩主となった牧野家の家臣の家名をいろは順に並べ、幕末までの各家当主の牧野家に出仕して以降の役職の履歴や改名、婚姻、隠居、死没、賞罰、家禄の増減等について詳細に記されている。また、子女の婚姻、養子等に関しても記録されている。
原本は茨城県笠間市の笠間稲荷神社が所蔵する牧野家文書に含まれている。複写版は茨城県立歴史館が所蔵しており、閲覧可能である。